# الجامعة الجنوبية في تشيلي

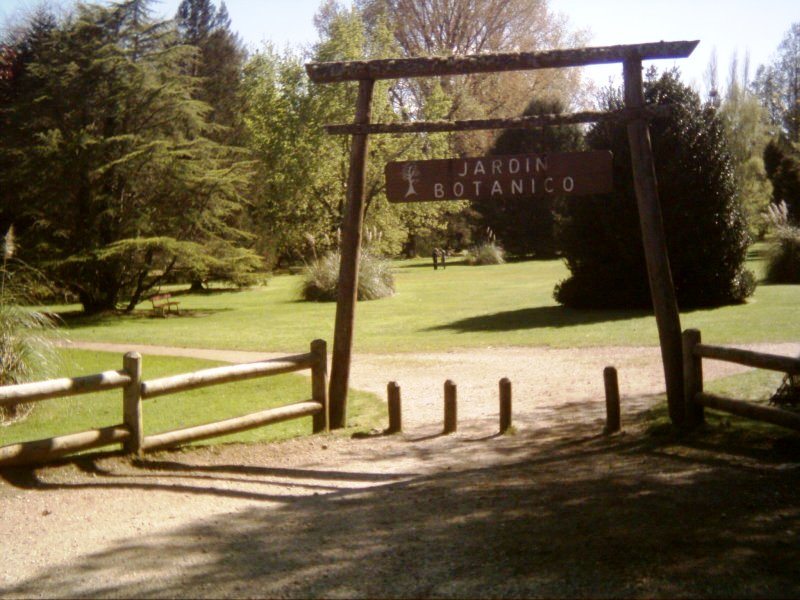
مدخل الحديقة النباتية بجامعة أوسترال في تشيلي

جامعة أوسترال في تشيلي ((بالإسبانية: Universidad Austral de Chile)‏ اختصارا (UACh) هي جامعة بحثية تشيلية مقرها أساسًا في فالديفيا، مع حرم جامعي تابع للقمر الصناعي في بويرتو مونت. تأسست في 7 سبتمبر 1954، وهي واحدة من ثماني جامعات تشيلية تقليدية أصلية. وهو يعمل باعتباره غير ربحية مملوكة الذاتي شركة تحت القانون الخاص، ويتلقى كبير في تمويل الدولة.

## التاريخ

### التأسيس والسنوات الأولى (1942-1968)
في عام 1942، تم تشكيل (جمعية أصدقاء الفن) في مدينة فالديفيا. بصرف النظر عن الترويج للثقافة، كان أحد الأهداف الرئيسية للمجتمع هو إنشاء جامعة في المدينة. تم تقديم فكرة إنشاء جامعة إلى المؤتمر الوطني في الخمسينيات من القرن الماضي من قبل عضو مجلس الشيوخ عن فالديفيا، كارلوس أتشاران بيريز دي أرس، الذي نجح لاحقًا في تعزيز المشروع. في اجتماع عقد في 16 فبراير 1954، أنشأ مؤيدو إنشاء جامعة دليلاً وأعلنوا إدواردو موراليس ميراندا رئيسًا لها. اعتمد التأسيس الأولي على تبرعات من أشخاص عاديين بما في ذلك بعض رجال الأعمال الصناعيين. بعد أن تم تأسيسها بموجب مرسوم في 7 سبتمبر 1954، تم افتتاح الجامعة في 12 مارس 1955 من قبل الرئيس كارلوس إيبانيز ديل كامبو. كما حضر الافتتاح عمداء جامعة تشيلي والجامعة التقنية للولايات وكذلك سفراء فنزويلا والأرجنتين وممثلو هولندا وألمانيا والولايات المتحدة.
كانت برامج الدرجة الأولى التي سيتم تدريسها في الجامعة هي الفنون الجميلة، والهندسة الزراعية، وهندسة الغابات، والطب البيطري، وكان لكل منها هيئة تدريس خاصة بها.
في 3 يونيو 1968 مُنح جامعة أوسترال في تشيلي الاستقلال الذاتي من جامعة تشيلي حيث تم سن القانون رقم 16.848. لقد أدى الاستقلال الذاتي إلى السماح لـ جامعة أوسترال في تشيلي بتقرير خططها وبرامجها الدراسية وإخراج الجامعة من وصاية جامعة تشيلي.

### التنمية (1969-1999)

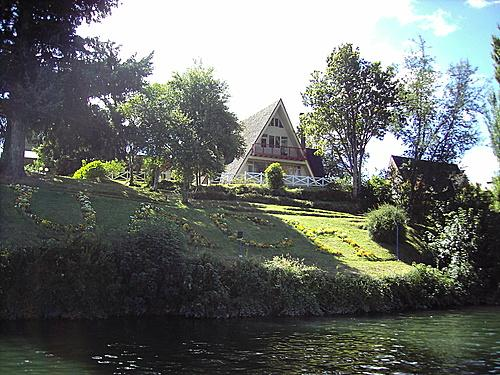
صورة لأحد المنازل "أ" التابعة لجامعة أوسترال بالقرب من نهر فالديفيا في حرم إيسلا تيجا

أثناء خصخصة النظام العسكري للتعليم العالي في ثمانينيات القرن الماضي، أدرجت جامعة اوسترال الخلف الإقليمي ل الجامعة التقنية الحكومية، المعهد المهني في فالديفيا. من خلال القيام بذلك، منع اوسترال إنشاء جامعة فرعية هناك كما حدث في جميع أنحاء البلاد مع وجود رؤى إقليمية للجامعات الكبرى. من خلال دمج معهد فالديفيا المحترف، الذي يتوافق مع الحرم الجامعي الحالي ميرافلوريس، بدأت جامعة اوسترال في منح درجات البكالوريوس في الهندسة وحصلت على كلية الهندسة.
في عام 1993، أقامت الجامعة مهرجان فالديفيا السينمائي الدولي لأول مرة للاحتفال بالذكرى الثلاثين لتأسيس نادي السينما السينمائي الذي تطور منذ ذلك الحين ليصبح أحد أهم المهرجانات السينمائية في تشيلي.

### التاريخ الحديث (2000 إلى الوقت الحاضر)
مع وصول مركز الدراسات العلمية (CECS) إلى فالديفيا في عام 2000، تم تحديد المدينة بشكل أكبر كمركز بحث، حيث جلب مركز الدراسات العلمية الخبرة في الفيزياء الحيوية وعلم وظائف الأعضاء الجزيئي والفيزياء النظرية وعلم الجليد وتغير المناخ إلى المدينة. اعتبرت إدارة جامعة اوسترال وصول مركز الدراسات العلمية أمرًا إيجابيًا لأن أبحاث مركز الدراسات العلمية لا تتداخل مع مجالات البحث الرئيسية في جامعة اوسترال، وباعتبارها شركة بحث علمي، لا تتنافس في تسجيل الطلاب. ومع ذلك، في عام 2007، انخرط جامعة اوسترال ومركز الدراسات العلمية في جدل عندما منح المجلس الإقليمي لمنطقة لوس لاغوس الأموال الإقليمية التي تم طرحها في مناقصة لـمركز الدراسات العلمية دون حضور الاجتماع حيث تم تقديم مشروع مشترك بينجامعة اوسترال وجامعة لوس لاغوس. اتهم النائب غابرييل أسينسيو كلاوديو بونستر، مدير مركز الدراسات العلمية، باستخدام نفوذه الشخصي بين السياسيين ومجلس الابتكار من أجل التنافسية (الذي هو عضو فيه) للحصول على المزيد من الموارد.
يوم الاثنين 3 ديسمبر 2007، اشتعلت النيران في مبنى إميليو بوجين التابع لكلية العلوم. يحتوي المبنى الواقع في حرم جزيرة تيجا على كميات كبيرة من المواد الكيميائية والمعدات العلمية التي لا يمكن توفيرها. تم إيقاف العديد من المشاريع البحثية أو إجهاضها بسبب فقدان المعدات والعينات والبيانات. بسبب انتشار الدخان السام، اضطرت الشرطة لإجلاء ما مجموعه 10000 شخص من جزيرة تيجا. كان على شركات مكافحة الحرائق من المدن المجاورة مثل أوسورنو ولا أونيون وباياكو أن تأتي للمساعدة في السيطرة على الحريق وإخماده. استضاف المبنى معاهد الكيمياء والفيزياء وعلم الحيوان وعلم الأحياء الدقيقة وعلم النبات، بما في ذلك بعض المعامل. وقدرت تكلفة الأضرار بنحو 5000 مليون بيزو تشيلي (حوالي 10 ملايين دولار أمريكي). أخيرًا، لم يتم تغطية 22٪ من الأضرار وفقًا للتأمينات، ولكن تم تمويلها مباشرة من قبل الحكومة التشيلية.
في 13 مايو من عام 2008، قرر اتحاد الطلاب في جامعة اوسترال الإضراب عن العمل لأنه اعتبر أن قائمة الطلبات المرسلة إلى إدارة الجامعة قد تم الرد عليها بعبارات فضفاضة للغاية. انتهى إضراب الطلاب واحتلالهم للجامعة في أواخر يونيو عندما تنازل رئيس الجامعة فيكتور كوبيلوس والدليل عن عدة نقاط، لكنه تعرض لانتقادات شديدة من الطلاب وقطاعات الكلية حيث اعتبروا أنه تنازل كثيرًا الطلاب. في أبريل 2010، بدأت عملية إعادة بناء مبنى
إميليو بوجين التابع لكلية العلوم بالمناقصة التنافسية. وفي هذا العام ستبدأ إعادة الإعمار. فاز كوبيلوس في انتخابات عام 2010 بأغلبية 229 صوتًا، أي أقل بـ 13 صوتًا من الانتخابات السابقة. وانتهت الفترة الثانية في يونيو 2014.

## حرم الجامعة
الحرم الجامعي الرئيسي، حرم جزيرة تيجا، يحتل كامل شمال غرب جزيرة تيجا في فالديفيا. حرم جزيرة تيجا هو مقر إدارة اوسترال ونادي السينما والحديقة النباتية ومعظم الكليات. الحديقة النباتية هي منطقة ترفيهية بالإضافة إلى مكان للدراسة مع ما مجموعه حوالي 950 نوعًا من النباتات تنمو على مساحة 12 هكتارًا. تنتمي معظم النباتات في الحديقة النباتية إلى غابة فالديفيان المطيرة المعتدلة ولكن هناك نباتات أخرى ذات أصول غريبة. تسمح مياه نهر كاو كاو التي تتدفق عبر الأجزاء الشمالية من الحديقة النباتية بقسم من أنواع نباتات الأراضي الرطبة المتضمنة في الحديقة.
تعمل كلية الهندسة في حرم ميرافلوريس الواقعة على طول نهر فالديفيا جنوب الميدان الرئيسي في فالديفيا. يوجد حرم جامعي ثالث في بويرتو مونت حيث تتم دراسة إدارة الأعمال وعلم أمراض النطق واللغة وتربية الأحياء المائية. تمتلك جامعة اوسترال، بصرف النظر عن الحرم الجامعي، العديد من العقارات المنتشرة عبر لوس ريوس ولوس لاغوس مثل حديقة المشتل في شمال جزيرة تيجا، ومحطة كالفوكو الميدانية في الساحل بالقرب من نيبلا وغابات فالديفان المطيرة المعتدلة في سفوح جبال الأنديز.

## البحث العلمي

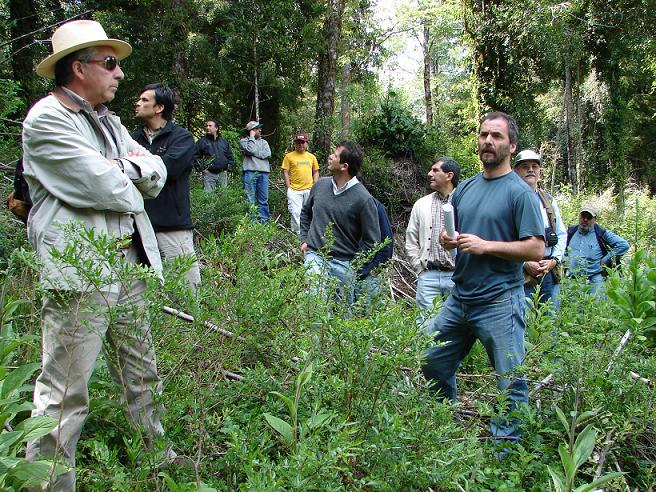
جامعة اوسترال في غابات سان بابلو دي تريغوا

جامعة اوسترال هي واحدة من الجامعات الرائدة في تشيلي في مسائل البحث العلمي. احتلت المرتبة الثانية بعد جامعة تشيلي في البحث العلمي من قبل إل ميركوريو وكانت ثالث جامعة تتلقى معظم أموال الأبحاث الحكومية في عام 2008. تشمل بعض المجالات التي قدم فيها علماء جامعة اوسترال مساهمات ما يلي:
علم الآثار: قاد علماء جامعة الآثار ماريو بينو وتوم ديليهاي أعمال التنقيب في مونتي فيردي، أحد أقدم المواقع الأثرية في الأمريكتين. موقع آخر حقق فيه علماء الجامعة هو موقع تشان تشان، وهو موقع يطلق اسم مجمع تشان تشان العتيق.
تكنولوجيا وعلوم الألبان: يرجع الفضل إلى مركز تكنولوجيا الألبان التابع للجامعة (مركز تكنولوجيا الحليب) من قبل الباحثة بولينا ريتكونن لكونها وراء إنتاجية الألبان الأعلى في منطقة لوس ريوس بالمقارنة مع منطقة لوس لاغوس المجاورة.
لغة مابودونغون: هي واحدة من المواقع الرئيسية للدراسات والتدريس اللغوي مابودونغون. ويرجع ذلك جزئيًا إلى الأستاذة ماريا كاتريليو تشيغيلاف، التي حصلت في عام 2009 على جائزة المحافظة على الآثار الوطنية لدراساتها. ركز عملها على علم الأصوات والنحو الصرفي للغة مابودونغون وخاصة أشكال الفعل. قد يكون كاتريليو هو المابوتشي الوحيد الذي أتقن الإسبانية والإنجليزية ومابودونغون.
علم الفيروسات: قاد باحثون من كلية الطب وكلية العلوم سلسلة من البحوث الطبية والفيروسية والحيوانية المشتركة حول نفاذية فيروس هانتا بين القوارض والبشر. تم اكتشاف فيروس هانتا لأول مرة في شيلي في عام 1995، ولكن يُعتقد أنه كان موجودًا قبل ذلك بوقت طويل. وفقًا للدكتور لويس زارور، تم اكتشاف أهم اكتشافات جامعة اوسترال فيما يتعلق بفيروس فيروس هانتا في عام 2005 عندما تم العثور على مستضدات هانتا على الغدد اللعابية للأشخاص المتوفين. ساهم أكاديميون جامعة اوسترال العاملون في مختبر علم الفيروسات في تقليل معدل الوفيات الأولي لفيروس فيروس هانتا الرئوي بنسبة 60 ٪ في منطقة لوس ريوس أقل من المعدل الوطني البالغ 37 ٪.

### المجلات العلمية
تنشر الجامعة عدة مجلات علمية ، ثلاثة منها، الغابات، محفوظات الطب البيطري والدراسات اللغوية هي جزء من قاعدة بيانات ISI الببليوغرافية. تم نشر غابة من قبل كلية علوم الغابات. تم نشر العدد الأول من غابة في عام 1975 وصدر سنويًا حتى عام 1985. من عام 1985 إلى عام 2003 تم إصداره مرتين في السنة ومن عام 2003 على ثلاث مرات في السنة. الموضوعات التي يتم تناولها في غابة هي إدارة وإنتاج موارد الغابات، وعلوم وتكنولوجيا الأخشاب، وزراعة الغابات، وبيئة الغابات، والحفاظ على الموارد الطبيعية، والتنمية الريفية المرتبطة بالنظم الإيكولوجية للغابات. المساهمات عبارة عن مقالات وملاحظات وآراء باللغتين الإسبانية والإنجليزية. أصبحت غابة جزءًا من قاعدة البيانات الببليوغرافية ISI في عام 2009.
في مسائل الأدب وعلوم الاتصال واللغويات، نشرت الجامعة مجلة الوثائق اللغوية والأدبية (DLL) منذ عام 1977. يتكون الوثائق اللغوية والأدبية من قسمين، أحدهما مخصص للمقالات والتعليقات حول الأدب واللغويات وعلوم الاتصال والآخر تم نشر القطع الأدبية الأصلية. DLL هي واحدة من المجلات القليلة التي تحتوي على مؤلفات مابودونغون الأصلية والمقالات اللغوية.

## شبكة المتاحف
تدير جامعة أوسترال في تشيلي قسم المتاحف التابع لها العديد من المتاحف في فالديفيا وجنوب تشيلي، بما في ذلك؛ متحف الفن المعاصر ومتحف فيليبي عن استكشاف القرن التاسع عشر واستيطان جنوب تشيلي ومتحف موريس فان دي مايلي للتاريخ والأنثروبولوجيا. يحتوي قسم علم المتاحف على مجموعات من القطع الأثرية الأصلية بما في ذلك الخزف الأصلي القديم بالإضافة إلى المشغولات الفضية والمنسوجات من مابوتشي. بالإضافة إلى ذلك، هناك مجموعة من الأشياء من مستوطنة مونتي فيردي البشرية المبكرة. تشتمل المجموعات الأخرى على ملابس وألعاب من القرن التاسع عشر وأرشيفًا شاملاً للصور الفوتوغرافية يعود تاريخه إلى عام 1850.

## الترتيب

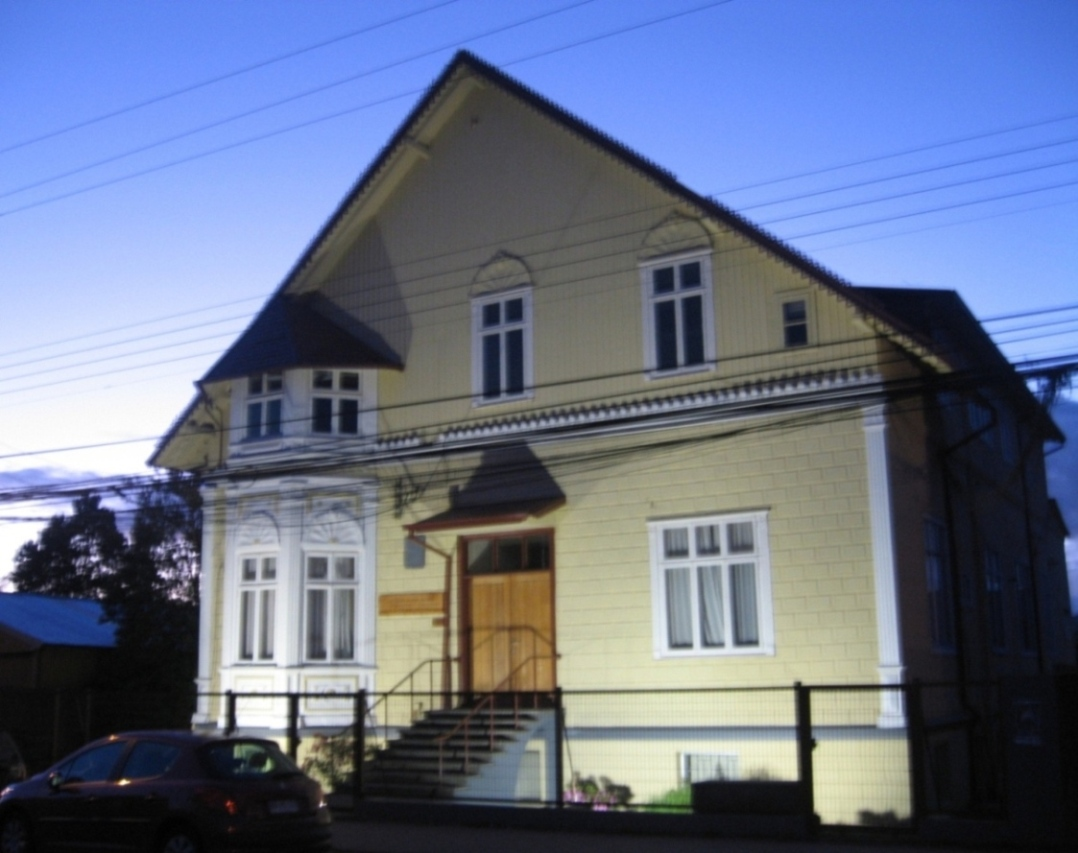
مبنى Centro de Educación Continua في وسط مدينة فالديفيا

في تصنيف جامعي 2011 لـ كواكواريلي سيموندس، احتلت جامعة أوسترال في تشيلي المرتبة 30 بين جامعات أمريكا اللاتينية، والخامسة بين الجامعات التشيلية والثانية بين الجامعات التشيلية خارج سانتياغو.
في تصنيف إل ميركوريو لعام 2006 لـ «أفضل الجامعات في البلاد»، حصلت جامغة اوسترال على أعلى درجة في «جودة التدريس» من أي جامعة تشيلية. أدرجت المقالة نفسها أيضًا جامعة اوسترال في المرتبة الثانية بعد
جامعة تشيلي في جودة البحث، واحتلت المرتبة الثالثة في جامعة فلادلفيا بشكل عام بين الجامعات التشيلية. نظرًا لأن كلا الجامعتين اللتين حصلت على تصنيفات أعلى تقعان في سانتياغو (يو دي تشيلي والجامعة البابوية الكاثوليكية في تشيلي)، أصبحت جامعة اوسترال بالتالي أعلى جامعة في تشيلي خارج عاصمة الدولة.
في أحدث تصنيف جامعي تشيلي أصدرته مجلة اقتصاد أمريكا، التي صدرت في عام 2009، حصل جامعة اوسترالعلى الترتيب العام للمركز السابع والرابع بين الجامعات خارج سانتياغو. في تصنيف البكالوريوس، كان أداء التمريض أفضل مع المركز الثالث، ثم الطب والهندسة الزراعية في المركز الرابع، ثم القانون في المركز السابع، وعلم الحركة في المركز الثامن وإدارة الأعمال (الهندسة التجارية) في المركز العاشر.
في عام 2006، حصل طلاب الطب في جامعة اوسترال على ثاني أعلى الدرجات في تشيلي في امتحان الطب الوطني بعد الجامعة البابوية الكاثوليكية في تشيلي. في عام 2007، على الرغم من ذلك، انخفض طلاب الطب في جامعة اوسترال إلى المركز الخامس، وبحلول عام 2008 انخفض إلى المركز السادس.

## روابط خارجية
- الموقع الرسمي باللغة الإنجليزية (باللغات الإسبانية والإنجليزية والألمانية)
- (الموقع الأسباني الرسمي للقسيس)
- جامعة أوسترال في تشيلي المؤشرات والبحوث والإحصاءات
- http://noticias.universia.cl/vida-universitaria/noticia/2010/07/01/406857/dr-victor-cubillos-godoy-asume-como-rector-uach-nuevo-periodo.html

قالب:Chilean Traditional Universities